# خوسيه لويس كاستيلو
خوسيه لويس كاستيلو (بالإسبانية: José Luis Castillo)‏ مواليد 14 ديسمبر 1973 في ولاية سونورا، المكسيك، هو ملاكم مكسيكي يصنف ضمن فئة وزن الوسط.

## إحصائيات
خاض خلال مسيرته 80 نزالا، فاز في 66 وتعادل في 1 وخسر في 13. فاز بالضربة القاضية في 57 نزالا.

## روابط خارجية
- خوسيه لويس كاستيلو على موقع بوكس ريك (الإنجليزية) (registration required)